# Floresnattskärra
Floresnattskärra (Caprimulgus meesi) är en fågel i familjen nattskärror.

## Utbredning och systematik
Floresnattskärra beskrevs som ny art först 2004. Den återfinns på de Små Sundaöarna, Flores och Sumba.

## Status
IUCN kategoriserar arten som livskraftig.